# Cleistanthus papuanus
Cleistanthus papuanus är en emblikaväxtart som först beskrevs av Carl Karl Adolf Georg Lauterbach, och fick sitt nu gällande namn av Eugene Jablonszky. Cleistanthus papuanus ingår i släktet Cleistanthus och familjen emblikaväxter.
Artens utbredningsområde är Papua Nya Guinea. Inga underarter finns listade i Catalogue of Life.